# Jonstyrka
Jonstyrkan är ett mått på innehållet av lösta joner i lösningar (till exempel vatten). Den används inom kemin bland annat i samband med beräkningar av aktivitetskoefficienter för kemisk jämvikt. Jonstyrkan I definieras så här:

{\displaystyle I={\begin{matrix}{\frac {1}{2}}\end{matrix}}\sum _{{\rm {B}}=1}^{n}c_{\rm {B}}z_{\rm {B}}^{2}}

där cB är koncentrationen av jon B i mol/l, zB är jonens laddning, och summan går över alla joner i lösningen. För en natriumkloridlösning, där de ingående jonernas laddning = 1, är jonstyrkan lika med koncentrationen i mol/l. Däremot för till exempel en lösning bestående av magnesiumsulfat, MgSO4,  blir jonstyrkan högre (fyra gånger högre i detta fall eftersom jonernas laddning är 2 respektive -2).
I icke-ideala lösningar, som till exempel i lösningar med mycket höga jonstyrkor (i storleksordningen 1 mol/l eller högre), är det bättre att använda molaliteter (d.v.s. halt i mol per kg lösningsmedel) i stället för koncentrationer. Jonstyrkan definieras i detta fall som:

{\displaystyle I={\begin{matrix}{\frac {1}{2}}\end{matrix}}\sum _{{\rm {B}}=1}^{n}m_{\rm {B}}z_{\rm {B}}^{2}}

där mB står för molaliteten av jon B.
Hur mycket molalitetsbeloppet avviker från molaritetsbeloppet kan exemplifieras med en kaliumkloridlösning med koncentrationen 1,00 mol/l som har halten cirka 7,14 % eller molaliteten cirka 1,03. Lösningens vattenkoncentration är 969,8 g/l.

## Jonstyrka i vatten - några exempel
| Typ av vatten              | Jonstyrka (mol/l)            |
| -------------------------- | ---------------------------- |
| Avjoniserat vatten         | 0,0000001                    |
| Svenska sjöar (oligotrofa) | 0,0004-0,001                 |
| Svenska sjöar (eutrofa)    | 0,003-0,01                   |
| Stockholms dricksvatten    | 0,004                        |
| Havsvatten                 | 0,7 (dock lägre i Östersjön) |
| Döda Havet                 | 8,5 (enhet mol/kg)           |